# Păreri Tutovene
Păreri tutovene este o publicație fondată în 1931 la Bîrlad, județul Vaslui. De-a lungul timpului apariția sa a fost întreruptă de mai multe ori. Ultima perioadă de apariție a fost între 1990 și 2006.
În Păreri tutovene au publicat articole de-a lungul timpului Teodor Pracsiu, Ioan Mancaș, Laurențiu Chiriac, Nicolae Mitulescu, Serghei Coloșenco, precum și o serie de jurnaliști bîrlădeni cunoscuți.

## Istoric
- Primul număr a apărut în 1932 sub titlul Păreri, ca o publicație de informare, cultură și literatură. Și-a încetat apariția din motive financiare în 1933.

- În anul 1936 reapare pentru scurt timp și este oprită pentru motivul „contravine intereselor celor aflați la putere”.

- Păreri reapare în septembrie 1944 pentru scurt timp, ca un „cotidian democratic de luptă antifascistă și apărare a drepturilor cetățenilor”.

- Reapare în anul 1946 sub titulatura Păreri tutovene pentru o perioadă de trei ani.

- În 1990 publicația a reapărut ca bisăptămînal. Din 1996, ea trece sub patronajul Fundației „Sf. Nicolae”, condusă de Aurel Găvan, fost primar al Bîrladului, și apare pînă în 2004.